# Fábio Cardoso
Fábio Rafael Rodrigues Cardoso est un footballeur professionnel portugais qui joue au poste de défenseur central au FC Porto.

## Biographie

### Carrière en club

#### Formation et débuts professionnels à Benfica
Le 11 août 2012, Cardoso fait ses débuts avec l'équipe du Benfica B, lors d'un match contre Braga B, où il joue 84 minutes.
Il marque le seul but d'une victoire du Sporting B (0-1), le 5 janvier 2015. Six jours plus tard, il marque deux buts lors d'une victoire 3-2 contre le FC Porto B. Le 15 janvier, il est prêté à Paços de Ferreira jusqu'à la fin de la saison.

#### Vitória Setúbal
Le 7 juillet 2016, il quitte les aigles de Benfica pour signer un contrat de quatre ans avec le Vitória Setúbal.

#### Expérience ratée chez les Glasgow Rangers
Le 7 juin 2017, Fábio Cardoso signe un contrat de trois ans avec le club écossais des Rangers,. Son contrat est cependant résilié à la fin de la saison.

#### Retour au pays, à Santa Clara
Joueur libre, Fábio Cardoso s'envole pour l'archipel des Açores à l'été 2018 pour signer un contrat de 4 ans au CD Santa Clara. Il s'impose rapidement comme un taulier de la défense centrale et dans le vestiaire. Il est d'ailleurs vice capitaine avant le départ de Osama Rashid et, à la suite du départ de ce dernier, il est promu capitaine de son équipe. Lors de la saison 2020-2021, Fábio Cardoso est l'un des grands artisans de la 6e place historique obtenue par le club açorien en championnat, place significative de qualification pour les barrages de la Ligue Europa Conférence 2021-2022.

#### FC Porto
Le FC Porto annonce son arrivée le 1er juillet 2021. Il s'engage pour cinq ans avec les Dragões. Fábio Cardoso dispute son premier match le 28 septembre lors d'une rencontre de Ligue des Champions contre le Liverpool FC au Estádio do Dragão. Titulaire surprise aux côtés de Iván Marcano à la suite du forfait de dernière minute de Pepe, il sombre avec les siens face à l'armada de Jürgen Klopp (1-5).

### Carrière internationale
Fábio Cardoso représente le Portugal lors du championnat d'Europe des moins de 19 ans 2013. 
Il représente également le Portugal lors du Tournoi de Toulon 2014.

## Statistiques
| Saison                | Club                        | Championnat           | Championnat | Championnat | Championnat | Coupe nationale | Coupe nationale | Coupe nationale | Coupe de la Ligue | Coupe de la Ligue | Coupe de la Ligue | Supercoupe | Supercoupe | Supercoupe | Compétition(s) continentale(s) | Compétition(s) continentale(s) | Compétition(s) continentale(s) | Compétition(s) continentale(s) | Coupe intercontinentale | Coupe intercontinentale | Coupe intercontinentale | Total | Total | Total |
| Saison                | Club                        | Division              | M.          | B.          | P.d.        | M.              | B.              | P.d.            | M.                | B.                | P.d.              | M.         | B.         | P.d.       | Comp.                          | M.                             | B.                             | P.d.                           | M.                      | B.                      | P.d.                    | M.    | B.    | P.d.  |
| 2012-2013             | SL Benfica B                | Segunda Liga          | 16          | 0           | 0           | -               | -               | -               | -                 | -                 | -                 | -          | -          | -          | -                              | -                              | -                              | -                              | -                       | -                       | -                       | 16    | 0     | 0     |
| 2013-2014             | SL Benfica B                | Segunda Liga          | 27          | 0           | 1           | -               | -               | -               | -                 | -                 | -                 | -          | -          | -          | -                              | -                              | -                              | -                              | -                       | -                       | -                       | 27    | 0     | 1     |
| 2014-2015             | SL Benfica B                | Segunda Liga          | 13          | 3           | 0           | -               | -               | -               | -                 | -                 | -                 | -          | -          | -          | -                              | -                              | -                              | -                              | -                       | -                       | -                       | 13    | 3     | 0     |
| Sous-total            | Sous-total                  | Sous-total            | 56          | 3           | 1           | 0               | 0               | 0               | 0                 | 0                 | 0                 | 0          | 0          | 0          | -                              | 0                              | 0                              | 0                              | 0                       | 0                       | 0                       | 56    | 3     | 1     |
| 2014-2015             | FC Paços de Ferreira (prêt) | Primeira Liga         | 16          | 0           | 0           | -               | -               | -               | -                 | -                 | -                 | -          | -          | -          | -                              | -                              | -                              | -                              | -                       | -                       | -                       | 16    | 0     | 0     |
| 2015-2016             | FC Paços de Ferreira (prêt) | Primeira Liga         | 22          | 1           | 1           | 1               | 0               | 0               | 4                 | 0                 | 0                 | -          | -          | -          | -                              | -                              | -                              | -                              | -                       | -                       | -                       | 27    | 1     | 1     |
| Sous-total            | Sous-total                  | Sous-total            | 38          | 1           | 1           | 1               | 0               | 0               | 4                 | 0                 | 0                 | 0          | 0          | 0          | -                              | 0                              | 0                              | 0                              | 0                       | 0                       | 0                       | 43    | 1     | 1     |
| 2016-2017             | Vitória Setúbal FC          | Primeira Liga         | 23          | 0           | 2           | 1               | 0               | 0               | 3                 | 1                 | 0                 | -          | -          | -          | -                              | -                              | -                              | -                              | -                       | -                       | -                       | 27    | 1     | 2     |
| Sous-total            | Sous-total                  | Sous-total            | 23          | 0           | 2           | 1               | 0               | 0               | 3                 | 1                 | 0                 | 0          | 0          | 0          | -                              | 0                              | 0                              | 0                              | 0                       | 0                       | 0                       | 27    | 1     | 2     |
| 2017-2018             | Glasgow Rangers             | Scottish Premiership  | 12          | 0           | 1           | 1               | 0               | 0               | 3                 | 0                 | 0                 | -          | -          | -          | C3                             | 2                              | 0                              | 0                              | -                       | -                       | -                       | 18    | 0     | 1     |
| Sous-total            | Sous-total                  | Sous-total            | 12          | 0           | 1           | 1               | 0               | 0               | 3                 | 0                 | 0                 | 0          | 0          | 0          | -                              | 2                              | 0                              | 0                              | 0                       | 0                       | 0                       | 18    | 0     | 1     |
| 2018-2019             | CD Santa Clara              | Primeira Liga         | 30          | 5           | 2           | 1               | 1               | 0               | -                 | -                 | -                 | -          | -          | -          | -                              | -                              | -                              | -                              | -                       | -                       | -                       | 31    | 6     | 2     |
| 2019-2020             | CD Santa Clara              | Primeira Liga         | 30          | 2           | 1           | 2               | 0               | 0               | 2                 | 0                 | 0                 | -          | -          | -          | -                              | -                              | -                              | -                              | -                       | -                       | -                       | 34    | 2     | 1     |
| 2020-2021             | CD Santa Clara              | Primeira Liga         | 28          | 3           | 1           | 4               | 0               | 1               | -                 | -                 | -                 | -          | -          | -          | -                              | -                              | -                              | -                              | -                       | -                       | -                       | 32    | 3     | 2     |
| Sous-total            | Sous-total                  | Sous-total            | 88          | 10          | 4           | 7               | 1               | 1               | 2                 | 0                 | 0                 | 0          | 0          | 0          | -                              | 0                              | 0                              | 0                              | 0                       | 0                       | 0                       | 97    | 11    | 5     |
| 2021-2022             | FC Porto                    | Primeira Liga         | 14          | 0           | 0           | 5               | 0               | 0               | -                 | -                 | -                 | -          | -          | -          | C1                             | 2                              | 0                              | 0                              | -                       | -                       | -                       | 21    | 0     | 0     |
| 2022-2023             | FC Porto                    | Primeira Liga         | 17          | 2           | 0           | 4               | 1               | 0               | 5                 | 0                 | 0                 | -          | -          | -          | C1                             | 4                              | 0                              | 0                              | -                       | -                       | -                       | 30    | 3     | 0     |
| 2023-2024             | FC Porto                    | Primeira Liga         | 18          | 1           | 2           | 4               | 0               | 0               | 2                 | 0                 | 0                 | -          | -          | -          | C1                             | 3                              | 0                              | 0                              | -                       | -                       | -                       | 27    | 1     | 2     |
| 2024-2025             | Al-Aïn FC (prêt)            | UAE Pro League        | 17          | 0           | 0           | 1               | 0               | 0               | 3                 | 0                 | 0                 | -          | -          | -          | AFC                            | 6                              | 0                              | 0                              | 2                       | 1                       | 0                       | 29    | 1     | 0     |
| Sous-total            | Sous-total                  | Sous-total            | 66          | 3           | 2           | 14              | 1               | 0               | 10                | 0                 | 0                 | 0          | 0          | 0          | -                              | 15                             | 0                              | 0                              | 2                       | 1                       | 0                       | 107   | 5     | 2     |
| Total sur la carrière | Total sur la carrière       | Total sur la carrière | 283         | 17          | 11          | 24              | 2               | 1               | 22                | 0                 | 0                 | 0          | 0          | 0          | -                              | 17                             | 0                              | 0                              | 2                       | 1                       | 0                       | 348   | 20    | 12    |

## Palmarès

### En club
FC Porto
- Champion du Portugal en 2022.
  - Vice-champion du Portugal en 2023.
- Vainqueur de la Coupe du Portugal en 2022, 2023 et 2024.
- Vainqueur de la Coupe de la Ligue en 2023.